# کووالوسکیه
کووالوسکیه (به لهستانی:  Kowalewskie) یک روستا در لهستان است که در گمینا ودمینه واقع شده‌است.